# 村瀬義史
村瀬 義史（むらせ よしふみ、1976年 - ）は、日本の神学者。関西学院大学総合政策学部准教授。

## 略歴・人物
2010年4月関西学院大学総合政策学部准教授。2011年4月〜2018年3月関西学院大学神学部兼担講師。2011年04月関西学院大学人権教育研究室、学長嘱託研究員。2013年04月 ～ 2015年03月関西学院大学キリスト教と文化研究センター、主任研究員。2014年04月 ～ 2016年03月関西学院大学KSCランバス記念礼拝堂宗教主事。2016年04月関西学院大学成全寮、舎監。2017年04月 ～ 2019年03月関西学院大学キリスト教と文化研究センター、センター副長
キリスト教の実践課題の検討を課題とする実践神学を専攻。とくに、キリスト教神学を軸として、歴史学・宗教学・社会学など諸学の視点を取り入れつつ、キリスト教の「宣教」について検証する宣教学が主な研究領域である。具体的には、他の宗教・文化・思想との関わりで、キリスト教「宣教」がどのようなものとして考えられ、実践されてきたのか、20世紀初頭にはじまるエキュメニカル運動に焦点をあてて研究している。またその歴史的展開における、南アジアや日本の諸教会からの貢献についても分析している。

## 著書

### 共著
- （村瀬義史, 神田健次,）『宗教間の対話と共生のために』（新教出版社, 2006年）
- （村瀬義史, 橋本祐樹,）『命に向かって共に』（キリスト新聞社, 2017年）